# Kupczino (stacja metra)
Kupczino (ros. Ку́пчино) – osiemnasta i ostatnia stacja linii Moskiewsko-Piotrogrodzkiej, znajdującego się w Petersburgu systemu metra.

## Charakterystyka
Stacja Kupczino została dopuszczona do ruchu pasażerskiego 25 grudnia 1972 roku i jest to stacja typu naziemnego. Autorami projektu architektonicznego obecnej postaci stacji są: K. N. Afonskaja (К. Н. Афонская),  A. S. Gieckin (А. С. Гецкин), I. J. Siergiejewa (И. Е. Сергеева), S. S. Kostienko (С. С. Костенко), a wsparcie inżynieryjne zapewnili: K. J. Panow (К. Е. Панов), I. Ch. Cełolichina (И. X. Целолихина) i W. I. Chiarginen (В. И. Хяргинен). Stacja położona jest w południowo-wschodniej części Petersburga, przy prospekcie Witiebskim i placu Bałkańskim. Jest to jedyna stacja metra w tym rejonie miasta. Według początkowych planów miała ona nosić nazwę Witiebskaja (Витебская). Stacja składa się z dwóch peronów dostępnych dla pasażerów i jednego technicznego oraz posiada ona połączenie z pobliską stacją kolejową o tej samej nazwie, z której odchodzą pociągi m.in. w kierunku Pawłowska i Puszkina. Z uwagi na trudne warunki hydrologiczne budowa odcinka między Kupczino a Zwiozdnają była bardzo skomplikowana i czasochłonna. Nazwa pochodzi od tradycyjnego określenia tej części miasta. Kupczino uchodzi za jedną z najbrzydszych stacji w Petersburgu. Wizualny stan stacji dodatkowo pogarszał fakt, że w pobliżu znajdowało się kolejowe składowisko węgla, przez co stacja sprawiała wrażenie brudnej i zaniedbanej. Od 2007 do 2009 roku prowadzono tu prace remontowe, zamontowano m.in. rampę dla osób niepełnosprawnych, odnowiono przejścia, wymieniono oświetlenie. Ich jakość okazała się jednak marna, już w kilka miesięcy po zakończeniu renowacji niektóre elementy stacji zaczynały odpadać i psuć się, a dach zaczął przeciekać. W 2010 roku asfaltowe posadzki wymieniono na płyty z granitu. W 2008 roku otwarto tunel prowadzący na prospekt Witebski.
Kupczino jest drugą naziemną stacją, po nieistniejącym już Diewiatkinie, oddanym do użytku w systemie petersburskiego metra i jest to ostatnia stacja Linii Moskiewsko-Piotrogrodzkiej. Ruch pociągów odbywa się tutaj od godziny 5:30 do północy i w tym czasie jest ona dostępna dla pasażerów.